# Чемпіонат світу з футболу серед жінок 2023
Чемпіонат світу з футболу серед жінок 2023 — дев'ятий чемпіонат світу з футболу серед жінок, що проходить з 20 липня по 20 серпня 2023 року в Австралії та Новій Зеландії (це вперше коли дві країни приймають змагання такого рівня). Крім того вперше у фінальній частині беруть участь 32 збірні. 
Чемпіонський титул захищала збірна США (поступилась в 1/8 фіналу), яка вигравала останні два турніри в 2015 та 2019 роках.

## Вибір місця проведення
У проведенні чемпіонату виявили зацікавлення наступні країни:
- Австралія: після вдалого проведення кубка Азії 2015 з'явились припущення, що Австралія готова до проведення ЧС серед жінок.[4] Футбольна федерація Австралії підтвердила свій намір у поданні заявки у травні 2015 року, коли опублікувала «Повний футбольний план» — бачення розвитку футболу в країні на 20 років.[5]

- Нова Зеландія: маючи досвід проведення молодіжного чемпіонату світу з футболу 2015, представники Нової Зеландії зацікавились у проведення чемпіонату світу серед жінок 2023.[6]

- Колумбія: президент Колумбійської Федерації Футболу Рамон Хесурум Франко повідомив президенту ФІФА Джанні Інфантіно про інтерес країни у проведенні чемпіонату. Колумбія вже приймала молодіжний чемпіонат світу 2011 та чемпіонат світу з футзалу 2016.[7][8][9] 2017 року стартував перший розіграш жіночої ліги Колумбії, що є однією з вимог на проведення турніру.[10]

Спільна заявка двох країн здобула перемогу над Колумбією за підсумками голосування членів ради Міжнародної федерації футболу (ФІФА). Австралія і Нова Зеландія набрали 22 голоси, Колумбія отримала 13 голосів.

## Призовий фонд
Призовий фонд жіночого чемпіонату світу у порівнянні з турніром у 2019 році зріс утричі – до 110 мільйонів доларів. Чемпіонки світу зароблять за перемогу на турнірі 4.29 мільйона доларів.
Крім цього, на жіночому чемпіонаті світу вперше розподілять додаткову суму окремо між гравчинями. По 270 тисяч отримають усі 23 футболістки, які стануть чемпіонками світу.

## Кваліфікація
| Конфедерація                                      | Місць |
| ------------------------------------------------- | ----- |
| АФК (Азія)                                        | 5     |
| КАФ (Африка)                                      | 4     |
| КОНКАКАФ (Північна та Центральна Америки, Кариби) | 4     |
| КОНМЕБОЛ (Південна Америка)                       | 3     |
| ОФК (Океанія)                                     | 0.5   |
| УЄФА (Європа)                                     | 11    |
| Плей-оф                                           | 3     |
| Господар                                          | 2     |

### Збірні, що пройшли відбірковий етап
Усього до фінальної частини було кваліфіковано 32 збірні.
Одразу вісім збірних уперше в історії зіграють на жіночому чемпіонаті світу з футболу – це Філіппіни та В'єтнам (Азія), Марокко та Замбія (Африка), Гаїті та Панама (Північна Америка), а також Португалія та Ірландія (Європа)

Кваліфікована команда
Команда не кваліфікувалася
Команда знялася чи була відсторонена
Не є членом ФІФА

- Нова Зеландія (господарки)

| АФК (6) - Австралія (господарки) - КНР - Японія - Філіппіни - Південна Корея - В'єтнам КАФ (4) - Марокко - Нігерія - ПАР - Замбія | КОНКАКАФ (6) - Канада - Коста-Рика - Ямайка - США - Панама - Гаїті КОНМЕБОЛ (3) - Аргентина - Бразилія - Колумбія | УЄФА (12) - Данія - Англія - Франція - Німеччина - Італія - Нідерланди - Норвегія - Ірландія - Іспанія - Швеція - Швейцарія - Португалія |  |

## Стадіони
В Австралії чемпіонат світу прийматимуть у п'ятьох містах: Сіднеї, Брисбені, Мельбурні, Перті та Аделаїді; у Новій Зеландії — у чотирьох: Окленді, Веллінгтоні, Данідіні та Гамільтоні.
Матчі чемпіонату світу проходитимуть на десяти аренах (шість - в Австралії, чотири - у Новій Зеландії).
Найбільшою ареною є «Стедіум Австралія», він здатний вмістити 83 500 глядачів. Матч-відкриття відбувся на «Еден Парку» в Окленді, в якому господарі турніру збірна Нової Зеландії обіграли збірну Норвегії з рахунком 1:0.

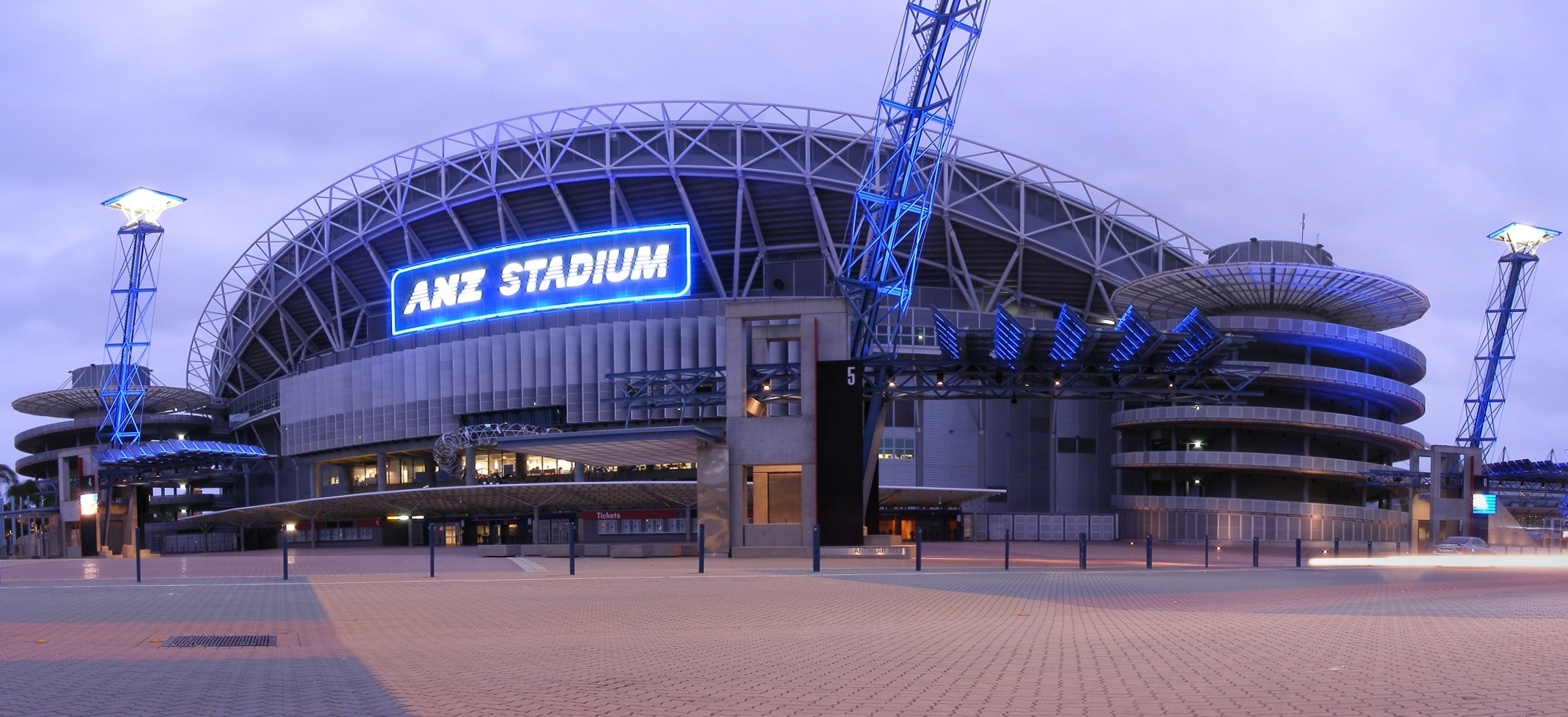
«ANZ Стедіум» або Stadium Australia
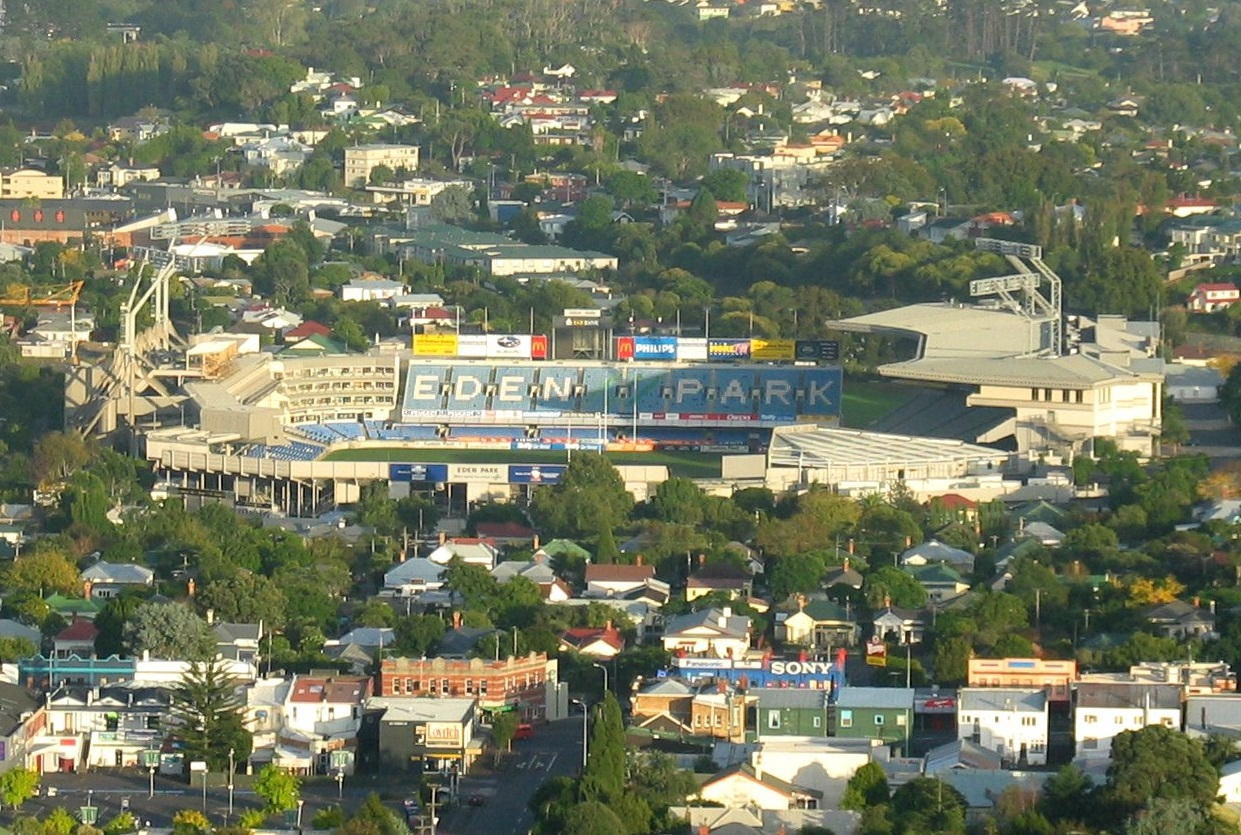
«Еден Парк» найбільший регбійний стадіон Нової Зеландії
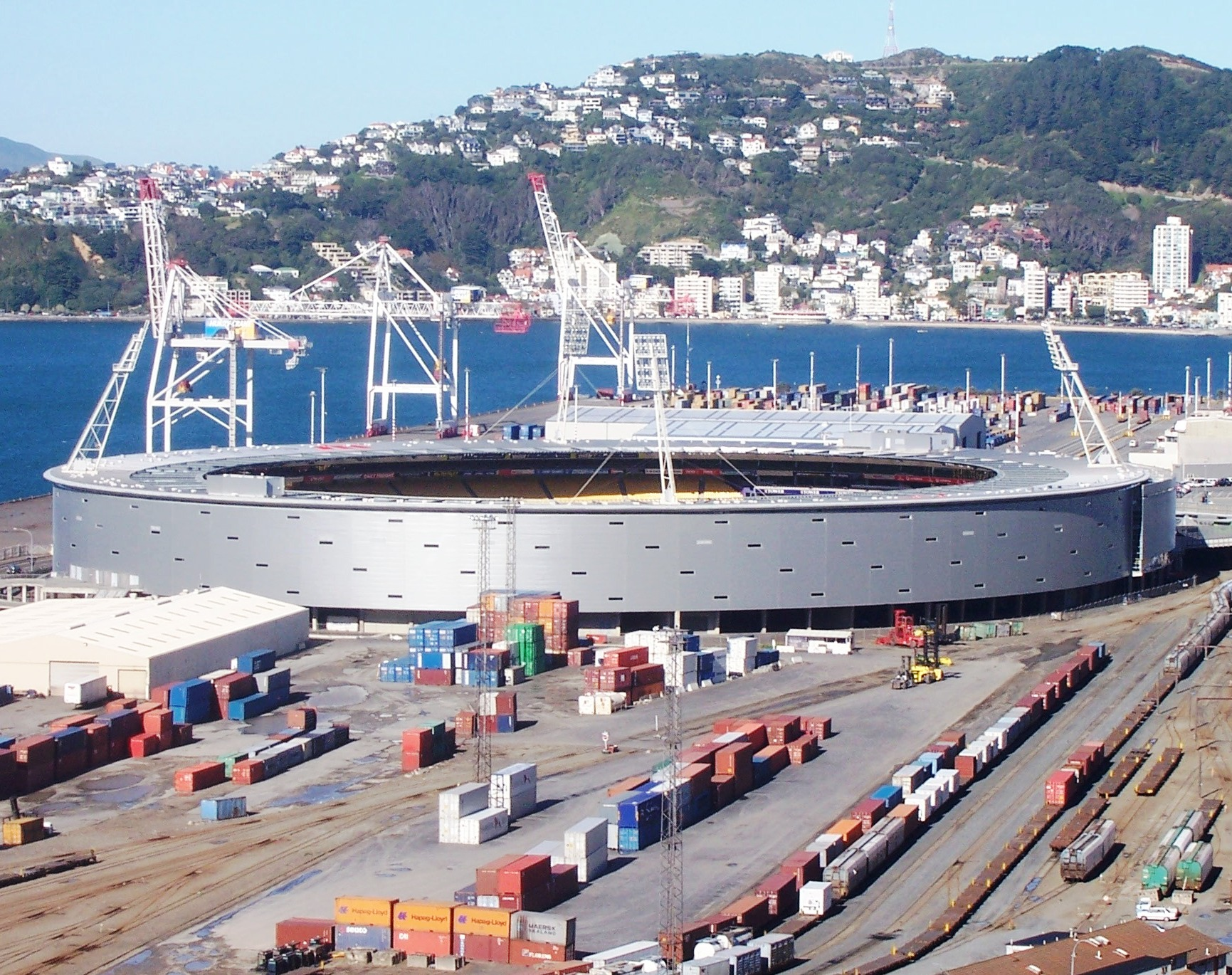
«Вестпек Стедіум» або Веллінгтонський регіональний стадіон
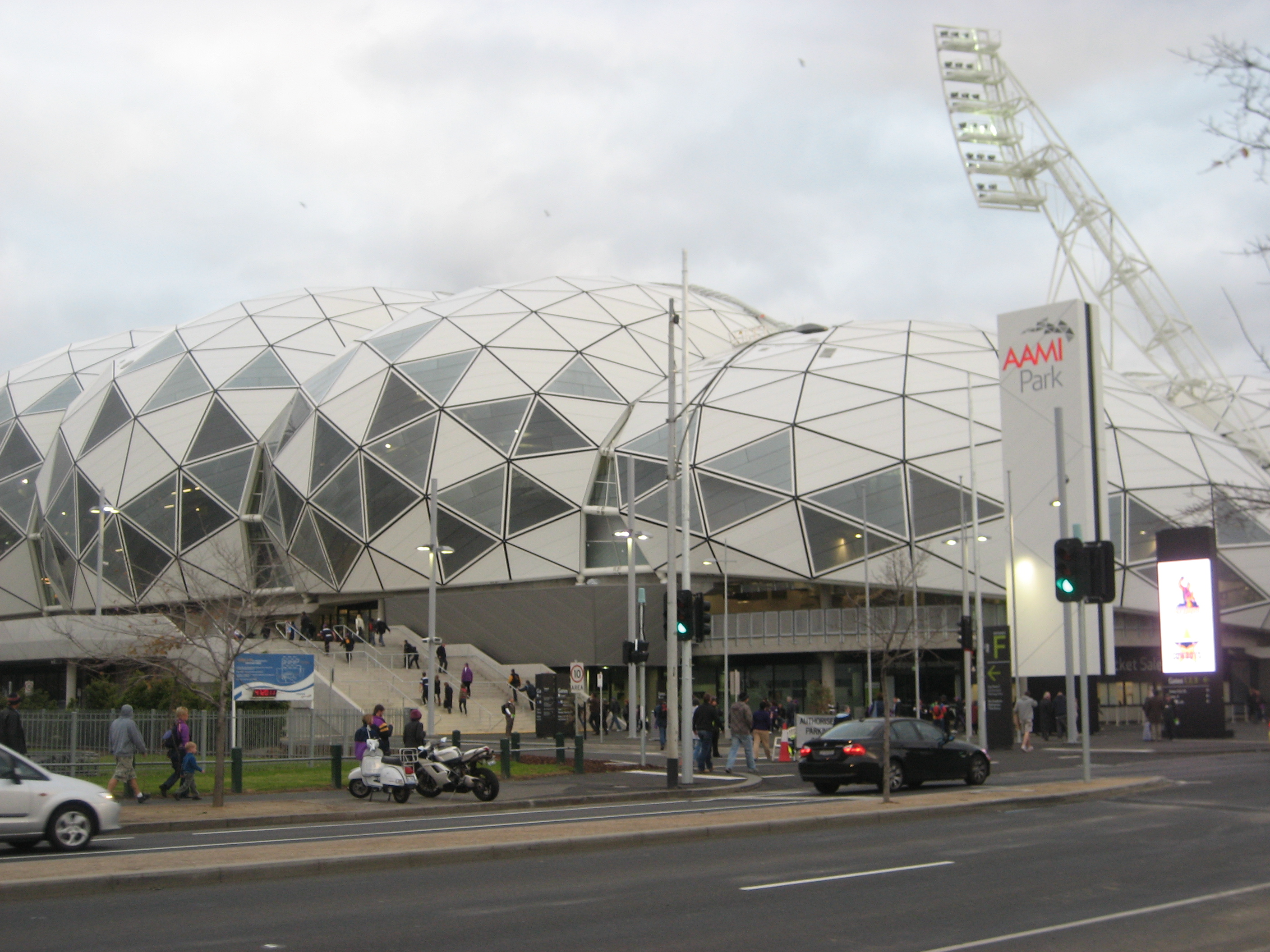
«AAMI Парк» або Прямокутний стадіон Мельбурну

| Місто      | Стадіон (місткість)                      |
| ---------- | ---------------------------------------- |
| Сідней     | «Стедіум Австралія» (83 500)             |
| Брисбен    | «Ланг-Парк» (49 400)                     |
| Окленд     | «Еден Парк» (43224)                      |
| Сідней     | «Сідней Футбол Стедіум» (40 550)         |
| Веллінгтон | «Веллінгтон Регіонал Стедіум» (33 100)   |
| Мельбурн   | «Прямокутний стадіон Мельбурну» (27 672) |
| Данідін    | «Данідін Стедіум» (25928)                |
| Перт       | «Прямокутний стадіон Перту» (18668)      |
| Гамільтон  | «Вайкато Стедіум» (18 000)               |
| Аделаїда   | «Гіндмарш Стедіум» (13 500)              |

## Груповий етап

### Регламент
Позиції команд у кожній групі були визначені за такими показниками:
1. очки, отримані у всіх групових матчах;
2. різниця м'ячів у всіх матчах групи;
3. кількість забитих м'ячів у всіх матчах групи;

Якщо дві або більше команд були рівні за трьома вищезазначеними критеріями, їх рейтинги визначалися за:
1. очки, отримані в групових матчах між відповідними командами;
2. різниця м'ячів у групових матчах між відповідними командами;
3. кількість голів, забитих у групових матчах між відповідними командами;
4. балів за чесну гру:   - перша жовта картка: мінус одне очко;
  - непряма червона картка (друга жовта картка): мінус три очки;
  - пряма червона картка: мінус чотири очки;
  - жовта картка і пряма червона картка: мінус п'ять очок;
5. жеребкування Оргкомітетом ФІФА.

### Група А
| Поз | Команда           | І | В | Н | П | ГЗ | ГП | РГ | О | Кваліфікація |
| --- | ----------------- | - | - | - | - | -- | -- | -- | - | ------------ |
| 1   | Швейцарія         | 3 | 1 | 2 | 0 | 2  | 0  | +2 | 5 | Плей-оф      |
| 2   | Норвегія          | 3 | 1 | 1 | 1 | 6  | 1  | +5 | 4 | Плей-оф      |
| 3   | Нова Зеландія (H) | 3 | 1 | 1 | 1 | 1  | 1  | 0  | 4 |              |
| 4   | Філіппіни         | 3 | 1 | 0 | 2 | 1  | 8  | −7 | 3 |              |

| 20 липня 2023 19:00 UTC+12 |

| Нова Зеландія | 1–0      | Норвегія |
| ------------- | -------- | -------- |
|               | Протокол |          |

| Еден Парк, Окленд Глядачів: 42 137 Арбітр: Ямасіта Йосімі (Японія) |

| 21 липня 2023 17:00 UTC+12 |

| Філіппіни | 0–2      | Швейцарія |
| --------- | -------- | --------- |
|           | Протокол |           |

| Данідін Стедіум, Данідін Глядачів: 13 711 Арбітр: Вінцентіа Амедоме (Того) |

| 25 липня 2023 17:30 UTC+12 |

| Нова Зеландія | 0–1      | Філіппіни |
| ------------- | -------- | --------- |
|               | Протокол |           |

| Веллінгтон Регіонал Стедіум, Веллінгтон Глядачів: 32 357 Арбітр: Катя Ітцель Гарсія (Мексика) |

| 25 липня 2023 20:00 UTC+12 |

| Швейцарія | 0–0      | Норвегія |
| --------- | -------- | -------- |
|           | Протокол |          |

| Вайкато Стедіум, Гамільтон Глядачів: 10 769 Арбітр: Стефані Фраппар (Франція) |

| 30 липня 2023 19:00 UTC+12 |

| Швейцарія | 0–0      | Нова Зеландія |
| --------- | -------- | ------------- |
|           | Протокол |               |

| Данідін Стедіум, Данідін Глядачів: 25 947 Арбітр: Торі Пенсо (США) |

| 30 липня 2023 19:00 UTC+12 |

| Норвегія | 6–0      | Філіппіни |
| -------- | -------- | --------- |
|          | Протокол |           |

| Еден Парк, Окленд Глядачів: 34 697 Арбітр: Марі-Солей Бодуен (Канада) |

### Група B
| Поз | Команда       | І | В | Н | П | ГЗ | ГП | РГ | О | Кваліфікація |
| --- | ------------- | - | - | - | - | -- | -- | -- | - | ------------ |
| 1   | Австралія (H) | 3 | 2 | 0 | 1 | 7  | 3  | +4 | 6 | Плей-оф      |
| 2   | Нігерія       | 3 | 1 | 2 | 0 | 3  | 2  | +1 | 5 | Плей-оф      |
| 3   | Канада        | 3 | 1 | 1 | 1 | 2  | 5  | −3 | 4 |              |
| 4   | Ірландія      | 3 | 0 | 1 | 2 | 1  | 3  | −2 | 1 |              |

| 20 липня 2023 20:00 UTC+10 |

| Австралія | 1–0      | Ірландія |
| --------- | -------- | -------- |
|           | Протокол |          |

| Стедіум Австралія, Сідней Глядачів: 75 784 Арбітр: Едіна Алвес Батіста (Бразилія) |

| 21 липня 2023 12:30 UTC+10 |

| Нігерія | 0–0      | Канада |
| ------- | -------- | ------ |
|         | Протокол |        |

| Прямокутний стадіон Мельбурну, Мельбурн Глядачів: 21 410 Арбітр: Ліна Лехтоваара (Фінляндія) |

| 26 липня 2023 20:00 UTC+8 |

| Канада | 2–1      | Ірландія |
| ------ | -------- | -------- |
|        | Протокол |          |

| Прямокутний стадіон Перту, Перт Глядачів: 17 065 Арбітр: Лаура Фортунато (Аргентина) |

| 27 липня 2023 20:00 UTC+10 |

| Австралія | 2–3      | Нігерія |
| --------- | -------- | ------- |
|           | Протокол |         |

| Ланг-Парк, Брисбен Глядачів: 49 156 Арбітр: Естер Штаублі (Швейцарія) |

| 31 липня 2023 20:00 UTC+10 |

| Канада | 0–4      | Австралія |
| ------ | -------- | --------- |
|        | Протокол |           |

| Прямокутний стадіон Мельбурну, Мельбурн Глядачів: 27 706 Арбітр: Стефані Фраппар (Франція) |

| 31 липня 2023 20:00 UTC+10 |

| Ірландія | 0–0      | Нігерія |
| -------- | -------- | ------- |
|          | Протокол |         |

| Ланг-Парк, Брисбен Глядачів: 24 884 Арбітр: Катя Ітцель Гарсія (Мексика) |

### Група C
| Поз | Команда    | І | В | Н | П | ГЗ | ГП | РГ  | О | Кваліфікація |
| --- | ---------- | - | - | - | - | -- | -- | --- | - | ------------ |
| 1   | Японія     | 3 | 3 | 0 | 0 | 11 | 0  | +11 | 9 | Плей-оф      |
| 2   | Іспанія    | 3 | 2 | 0 | 1 | 8  | 4  | +4  | 6 | Плей-оф      |
| 3   | Замбія     | 3 | 1 | 0 | 2 | 3  | 11 | −8  | 3 |              |
| 4   | Коста-Рика | 3 | 0 | 0 | 3 | 1  | 8  | −7  | 0 |              |

| 21 липня 2023 19:30 UTC+12 |

| Іспанія | 3–0      | Коста-Рика |
| ------- | -------- | ---------- |
|         | Протокол |            |

| Веллінгтон Регіонал Стедіум, Веллінгтон Глядачів: 22 966 Арбітр: Кейсі Рейбелт (Австралія) |

| 22 липня 2023 19:00 UTC+12 |

| Замбія | 0–5      | Японія |
| ------ | -------- | ------ |
|        | Протокол |        |

| Вайкато Стедіум, Гамільтон Глядачів: 16 111 Арбітр: Тесс Олофссон (Швеція) |

| 26 липня 2023 17:00 UTC+12 |

| Японія | 2–0      | Коста-Рика |
| ------ | -------- | ---------- |
|        | Протокол |            |

| Данідін Стедіум, Данідін Глядачів: 6 992 Арбітр: Марія Соле Феррієрі Капуті (Італія) |

| 26 липня 2023 19:30 UTC+12 |

| Іспанія | 5–0      | Замбія |
| ------- | -------- | ------ |
|         | Протокол |        |

| Еден Парк, Окленд Глядачів: 20 983 Арбітр: О Хьон-юнг (Південна Корея) |

| 31 липня 2023 19:00 UTC+12 |

| Японія | 4–0      | Іспанія |
| ------ | -------- | ------- |
|        | Протокол |         |

| Веллінгтон Регіонал Стедіум, Веллінгтон Глядачів: 20 957 Арбітр: Катя Корольова (США) |

| 31 липня 2023 19:00 UTC+12 |

| Коста-Рика | 1–3      | Замбія |
| ---------- | -------- | ------ |
|            | Протокол |        |

| Вайкато Стедіум, Гамільтон Глядачів: 8 117 Арбітр: Бухра Карбубі (Марокко) |

### Група D
| Поз | Команда | І | В | Н | П | ГЗ | ГП | РГ | О | Кваліфікація |
| --- | ------- | - | - | - | - | -- | -- | -- | - | ------------ |
| 1   | Англія  | 3 | 3 | 0 | 0 | 8  | 1  | +7 | 9 | Плей-оф      |
| 2   | Данія   | 3 | 2 | 0 | 1 | 3  | 1  | +2 | 6 | Плей-оф      |
| 3   | КНР     | 3 | 1 | 0 | 2 | 2  | 7  | −5 | 3 |              |
| 4   | Гаїті   | 3 | 0 | 0 | 3 | 0  | 4  | −4 | 0 |              |

| 22 липня 2023 19:30 UTC+10 |

| Англія | 1–0      | Гаїті |
| ------ | -------- | ----- |
|        | Протокол |       |

| Ланг-Парк, Брисбен Глядачів: 44 369 Арбітр: Емікар Кальдерас Баррера (Венесуела) |

| 22 липня 2023 20:00 UTC+8 |

| Данія | 1–0      | КНР |
| ----- | -------- | --- |
|       | Протокол |     |

| Прямокутний стадіон Перту, Перт Глядачів: 16 989 Арбітр: Марі-Солей Бодуен (Канада) |

| 28 липня 2023 18:30 UTC+10 |

| Англія | 1–0      | Данія |
| ------ | -------- | ----- |
|        | Протокол |       |

| Сіднейський футбольний стадіон, Сідней Глядачів: 40 439 Арбітр: Тесс Олофссон (Швеція) |

| 28 липня 2023 20:30 UTC+9:30 |

| КНР | 1–0      | Гаїті |
| --- | -------- | ----- |
|     | Протокол |       |

| Гіндмарш Стедіум, Аделаїда Глядачів: 12 675 Арбітр: Марта Уерта де Аза (Іспанія) |

| 1 серпня 2023 20:30 UTC+9:30 |

| КНР | 1–6      | Англія |
| --- | -------- | ------ |
|     | Протокол |        |

| Гіндмарш Стедіум, Аделаїда Глядачів: 13 497 Арбітр: Кейсі Рейбелт (Австралія) |

| 1 серпня 2023 19:00 UTC+8 |

| Гаїті | 0–2      | Данія |
| ----- | -------- | ----- |
|       | Протокол |       |

| Прямокутний стадіон Перту, Перт Глядачів: 17 897 Арбітр: О Хьон-юнг (Південна Корея) |

### Група E
| Поз | Команда    | І | В | Н | П | ГЗ | ГП | РГ  | О | Кваліфікація |
| --- | ---------- | - | - | - | - | -- | -- | --- | - | ------------ |
| 1   | Нідерланди | 3 | 2 | 1 | 0 | 9  | 1  | +8  | 7 | Плей-оф      |
| 2   | США        | 3 | 1 | 2 | 0 | 4  | 1  | +3  | 5 | Плей-оф      |
| 3   | Португалія | 3 | 1 | 1 | 1 | 2  | 1  | +1  | 4 |              |
| 4   | В'єтнам    | 3 | 0 | 0 | 3 | 0  | 12 | −12 | 0 |              |

| 22 липня 2023 13:00 UTC+12 |

| США | 3–0      | В'єтнам |
| --- | -------- | ------- |
|     | Протокол |         |

| Еден Парк, Окленд Глядачів: 41 107 Арбітр: Бухра Карбубі (Марокко) |

| 23 липня 2023 19:30 UTC+12 |

| Нідерланди | 1–0      | Португалія |
| ---------- | -------- | ---------- |
|            | Протокол |            |

| Данідін Стедіум, Данідін Глядачів: 11 991 Арбітр: Катерина Монзуль (Україна) |

| 27 липня 2023 13:00 UTC+12 |

| США | 1–1      | Нідерланди |
| --- | -------- | ---------- |
|     | Протокол |            |

| Веллінгтон Регіонал Стедіум, Веллінгтон Глядачів: 27 312 Арбітр: Ямасіта Йосімі (Японія) |

| 27 липня 2023 19:30 UTC+12 |

| Португалія | 2–0      | В'єтнам |
| ---------- | -------- | ------- |
|            | Протокол |         |

| Вайкато Стедіум, Гамільтон Глядачів: 6 645 Арбітр: Саліма Мукансанга (Руанда) |

| 1 серпня 2023 19:00 UTC+12 |

| Португалія | 0–0      | США |
| ---------- | -------- | --- |
|            | Протокол |     |

| Еден Парк, Окленд Глядачів: 42 958 Арбітр: Ребекка Велч (Англія) |

| 1 серпня 2023 19:00 UTC+12 |

| В'єтнам | 0–7      | Нідерланди |
| ------- | -------- | ---------- |
|         | Протокол |            |

| Данідін Стедіум, Данідін Глядачів: 8 215 Арбітр: Івана Мартинчич (Хорватія) |

### Група F
| Поз | Команда  | І | В | Н | П | ГЗ | ГП | РГ | О | Кваліфікація |
| --- | -------- | - | - | - | - | -- | -- | -- | - | ------------ |
| 1   | Франція  | 3 | 2 | 1 | 0 | 8  | 4  | +4 | 7 | Плей-оф      |
| 2   | Ямайка   | 3 | 1 | 2 | 0 | 1  | 0  | +1 | 5 | Плей-оф      |
| 3   | Бразилія | 3 | 1 | 1 | 1 | 5  | 2  | +3 | 4 |              |
| 4   | Панама   | 3 | 0 | 0 | 3 | 3  | 11 | −8 | 0 |              |

| 23 липня 2023 20:00 UTC+10 |

| Франція | 0–0      | Ямайка |
| ------- | -------- | ------ |
|         | Протокол |        |

| Сідней, Сідней Глядачів: 39 045 Арбітр: Марія Карвахаль (Чилі) |

| 24 липня 2023 20:30 UTC+9:30 |

| Бразилія | 4–0      | Панама |
| -------- | -------- | ------ |
|          | Протокол |        |

| Гіндмарш Стедіум, Аделаїда Глядачів: 13 142 Арбітр: Шеріл Фостер (Уельс) |

| 29 липня 2023 20:00 UTC+10 |

| Франція | 2–1      | Бразилія |
| ------- | -------- | -------- |
|         | Протокол |          |

| Ланг-Парк, Брисбен Глядачів: 49 378 Арбітр: Кейт Яцевич (Австралія) |

| 29 липня 2023 20:30 UTC+8 |

| Панама | 0–1      | Ямайка |
| ------ | -------- | ------ |
|        | Протокол |        |

| Прямокутний стадіон Перту, Перт Глядачів: 15 987 Арбітр: Катерина Монзуль (Україна) |

| 2 серпня 2023 20:00 UTC+10 |

| Панама | 3–6      | Франція |
| ------ | -------- | ------- |
|        | Протокол |         |

| Сідней, Сідней Глядачів: 40 498 Арбітр: Лаура Фортунато (Аргентина) |

| 2 серпня 2023 20:00 UTC+10 |

| Ямайка | 0–0      | Бразилія |
| ------ | -------- | -------- |
|        | Протокол |          |

| Прямокутний стадіон Мельбурну, Мельбурн Глядачів: 27 638 Арбітр: Естер Штаублі (Швейцарія) |

### Група G
| Поз | Команда   | І | В | Н | П | ГЗ | ГП | РГ | О | Кваліфікація |
| --- | --------- | - | - | - | - | -- | -- | -- | - | ------------ |
| 1   | Швеція    | 3 | 3 | 0 | 0 | 9  | 1  | +8 | 9 | Плей-оф      |
| 2   | ПАР       | 3 | 1 | 1 | 1 | 6  | 6  | 0  | 4 | Плей-оф      |
| 3   | Італія    | 3 | 1 | 0 | 2 | 3  | 8  | −5 | 3 |              |
| 4   | Аргентина | 3 | 0 | 1 | 2 | 2  | 5  | −3 | 1 |              |

| 23 липня 2023 17:00 UTC+12 |

| Швеція | 2–1      | ПАР |
| ------ | -------- | --- |
|        | Протокол |     |

| Веллінгтон Регіонал Стедіум, Веллінгтон Глядачів: 18 317 Арбітр: Катя Корольова (США) |

| 24 липня 2023 18:00 UTC+12 |

| Італія | 1–0      | Аргентина |
| ------ | -------- | --------- |
|        | Протокол |           |

| Еден Парк, Окленд Глядачів: 30 889 Арбітр: Мелісса Борхас (Гондурас) |

| 28 липня 2023 12:00 UTC+12 |

| Аргентина | 2–2      | ПАР |
| --------- | -------- | --- |
|           | Протокол |     |

| Данідін Стедіум, Данідін Глядачів: 8 834 Арбітр: Анна-Марі Кейлі (Нова Зеландія) |

| 29 липня 2023 19:30 UTC+12 |

| Швеція | 5–0      | Італія |
| ------ | -------- | ------ |
|        | Протокол |        |

| Веллінгтон Регіонал Стедіум, Веллінгтон Глядачів: 29 143 Арбітр: Шеріл Фостер (Уельс) |

| 2 серпня 2023 19:00 UTC+12 |

| Аргентина | 0–2      | Швеція |
| --------- | -------- | ------ |
|           | Протокол |        |

| Вайкато Стедіум, Гамільтон Глядачів: 17 907 Арбітр: Саліма Мукансанга (Руанда) |

| 2 серпня 2023 19:00 UTC+12 |

| ПАР | 3–2      | Італія |
| --- | -------- | ------ |
|     | Протокол |        |

| Веллінгтон Регіонал Стедіум, Веллінгтон Глядачів: 14 967 Арбітр: Марія Карвахаль (Чилі) |

### Група H
| Поз | Команда        | І | В | Н | П | ГЗ | ГП | РГ | О | Кваліфікація |
| --- | -------------- | - | - | - | - | -- | -- | -- | - | ------------ |
| 1   | Колумбія       | 3 | 2 | 0 | 1 | 4  | 2  | +2 | 6 | Плей-оф      |
| 2   | Марокко        | 3 | 2 | 0 | 1 | 2  | 6  | −4 | 6 | Плей-оф      |
| 3   | Німеччина      | 3 | 1 | 1 | 1 | 8  | 3  | +5 | 4 |              |
| 4   | Південна Корея | 3 | 0 | 1 | 2 | 1  | 4  | −3 | 1 |              |

| 24 липня 2023 18:30 UTC+10 |

| Німеччина | 6–0      | Марокко |
| --------- | -------- | ------- |
|           | Протокол |         |

| Прямокутний стадіон Мельбурну, Мельбурн Глядачів: 27 256 Арбітр: Торі Пенсо (США) |

| 25 липня 2023 12:00 UTC+10 |

| Колумбія | 2–0      | Південна Корея |
| -------- | -------- | -------------- |
|          | Протокол |                |

| Стедіум Австралія, Сідней Глядачів: 24 323 Арбітр: Ребекка Велч (Англія) |

| 30 липня 2023 14:00 UTC+9:30 |

| Південна Корея | 0–1      | Марокко |
| -------------- | -------- | ------- |
|                | Протокол |         |

| Гіндмарш Стедіум, Аделаїда Глядачів: 12 886 Арбітр: Едіна Алвес Батіста (Бразилія) |

| 30 липня 2023 19:30 UTC+10 |

| Німеччина | 1–2      | Колумбія |
| --------- | -------- | -------- |
|           | Протокол |          |

| Сіднейський футбольний стадіон, Сідней Глядачів: 40 499 Арбітр: Мелісса Борхас (Гондурас) |

| 3 серпня 2023 20:00 UTC+10 |

| Південна Корея | 1–1      | Німеччина |
| -------------- | -------- | --------- |
|                | Протокол |           |

| Ланг-Парк, Брисбен Глядачів: 38 945 Арбітр: Анна-Марі Кейлі (Нова Зеландія) |

| 3 серпня 2023 18:00 UTC+8 |

| Марокко | 1–0      | Колумбія |
| ------- | -------- | -------- |
|         | Протокол |          |

| Прямокутний стадіон Перту, Перт Глядачів: 17 342 Арбітр: Марія Соле Феррієрі Капуті (Італія) |

## Плей-оф
|  | 1/8 фіналу                    | 1/8 фіналу                     |                                |       | Чвертьфінали        | Чвертьфінали        |                     |                     | Півфінали | Півфінали |  |  | Фінал | Фінал |
|  |                               |                                |                                |       |                     |                     |                     |                     |           |           |  |  |       |       |
|  | 5 серпня – Окленд             |                                |                                |       |                     |                     |                     |                     |           |           |  |  |       |       |
|  |                               |                                |                                |       |                     |                     |                     |                     |           |           |  |  |       |       |
|  | Швейцарія                     | 1                              |                                |       |                     |                     |                     |                     |           |           |  |  |       |       |
|  | Швейцарія                     | 1                              | 11 серпня – Веллінгтон         |       |                     |                     |                     |                     |           |           |  |  |       |       |
|  | Іспанія                       | 5                              |                                |       |                     |                     |                     |                     |           |           |  |  |       |       |
|  | Іспанія                       | 5                              | Іспанія (дч)                   | 2     |                     |                     |                     |                     |           |           |  |  |       |       |
|  | 6 серпня – Сідней             |                                | Іспанія (дч)                   | 2     |                     |                     |                     |                     |           |           |  |  |       |       |
|  |                               | Нідерланди                     | 1                              |       |                     |                     |                     |                     |           |           |  |  |       |       |
|  | Нідерланди                    | Нідерланди                     | 1                              | 2     |                     |                     |                     |                     |           |           |  |  |       |       |
|  | Нідерланди                    |                                | 15 серпня – Окленд             | 2     |                     |                     |                     |                     |           |           |  |  |       |       |
|  | ПАР                           | 0                              |                                |       |                     |                     |                     |                     |           |           |  |  |       |       |
|  | ПАР                           | 0                              | Іспанія                        | 2     |                     |                     |                     |                     |           |           |  |  |       |       |
|  | 5 серпня – Веллінгтон         |                                | Іспанія                        | 2     |                     |                     |                     |                     |           |           |  |  |       |       |
|  |                               | Швеція                         | 1                              |       |                     |                     |                     |                     |           |           |  |  |       |       |
|  | Японія                        | Швеція                         | 1                              | 3     |                     |                     |                     |                     |           |           |  |  |       |       |
|  | Японія                        | 11 серпня – Окленд             |                                | 3     |                     |                     |                     |                     |           |           |  |  |       |       |
|  | Норвегія                      | 1                              |                                |       |                     |                     |                     |                     |           |           |  |  |       |       |
|  | Норвегія                      | 1                              | Японія                         | 1     |                     |                     |                     |                     |           |           |  |  |       |       |
|  | 6 серпня – Мельбурн           |                                | Японія                         | 1     |                     |                     |                     |                     |           |           |  |  |       |       |
|  |                               | Швеція                         | 2                              |       |                     |                     |                     |                     |           |           |  |  |       |       |
|  | Швеція (пен. )                | Швеція                         | 2                              | 0 (5) |                     |                     |                     |                     |           |           |  |  |       |       |
|  | Швеція (пен. )                |                                | 20 серпня – Сідней (Австралія) | 0 (5) |                     |                     |                     |                     |           |           |  |  |       |       |
|  | США                           | 0 (4)                          |                                |       |                     |                     |                     |                     |           |           |  |  |       |       |
|  | США                           | 0 (4)                          | Іспанія                        | 1     |                     |                     |                     |                     |           |           |  |  |       |       |
|  | 7 серпня – Сідней (Австралія) |                                | Іспанія                        | 1     |                     |                     |                     |                     |           |           |  |  |       |       |
|  |                               | Англія                         | 0                              |       |                     |                     |                     |                     |           |           |  |  |       |       |
|  | Австралія                     | Англія                         | 0                              | 2     |                     |                     |                     |                     |           |           |  |  |       |       |
|  | Австралія                     | 12 серпня – Брісбен            |                                | 2     |                     |                     |                     |                     |           |           |  |  |       |       |
|  | Данія                         | 0                              |                                |       |                     |                     |                     |                     |           |           |  |  |       |       |
|  | Данія                         | 0                              | Австралія (пен. )              | 0 (7) |                     |                     |                     |                     |           |           |  |  |       |       |
|  | 8 серпня – Аделаїда           |                                | Австралія (пен. )              | 0 (7) |                     |                     |                     |                     |           |           |  |  |       |       |
|  |                               | Франція                        | 0 (6)                          |       |                     |                     |                     |                     |           |           |  |  |       |       |
|  | Франція                       | Франція                        | 0 (6)                          | 4     |                     |                     |                     |                     |           |           |  |  |       |       |
|  | Франція                       |                                | 16 серпня – Сідней (Австралія) | 4     |                     |                     |                     |                     |           |           |  |  |       |       |
|  | Марокко                       | 0                              |                                |       |                     |                     |                     |                     |           |           |  |  |       |       |
|  | Марокко                       | 0                              | Австралія                      | 1     |                     |                     |                     |                     |           |           |  |  |       |       |
|  | 7 серпня – Брісбен            |                                | Австралія                      | 1     |                     |                     |                     |                     |           |           |  |  |       |       |
|  |                               | Англія                         | 3                              |       | Матч за третє місце | Матч за третє місце |                     |                     |           |           |  |  |       |       |
|  | Англія (пен. )                | Англія                         | 3                              | 0 (4) | Матч за третє місце | Матч за третє місце |                     |                     |           |           |  |  |       |       |
|  | Англія (пен. )                | 12 серпня – Сідней (Австралія) | 12 серпня – Сідней (Австралія) | 0 (4) |                     |                     | 19 серпня – Брісбен | 19 серпня – Брісбен |           |           |  |  |       |       |
|  | Нігерія                       | 12 серпня – Сідней (Австралія) | 12 серпня – Сідней (Австралія) | 0 (2) |                     |                     | 19 серпня – Брісбен | 19 серпня – Брісбен |           |           |  |  |       |       |
|  | Нігерія                       | Англія                         | 2                              | 0 (2) | Швеція              | 2                   |                     |                     |           |           |  |  |       |       |
|  | 8 серпня – Мельбурн           | Англія                         | 2                              |       | Швеція              | 2                   |                     |                     |           |           |  |  |       |       |
|  |                               | Колумбія                       | 1                              |       | Австралія           | 0                   |                     |                     |           |           |  |  |       |       |
|  | Колумбія                      | Колумбія                       | 1                              | 1     | Австралія           | 0                   |                     |                     |           |           |  |  |       |       |
|  | Колумбія                      |                                |                                | 1     |                     |                     |                     |                     |           |           |  |  |       |       |
|  | Ямайка                        | 0                              |                                |       |                     |                     |                     |                     |           |           |  |  |       |       |
|  | Ямайка                        | 0                              |                                |       |                     |                     |                     |                     |           |           |  |  |       |       |

### 1/8 фіналу
| 5 серпня 2023 17:00 UTC+12 |

| Швейцарія | 1–5      | Іспанія |
| --------- | -------- | ------- |
|           | Протокол |         |

| Еден Парк, Окленд Глядачів: 43 217 Арбітр: Шеріл Фостер (Уельс) |

| 5 серпня 2023 20:00 UTC+12 |

| Японія | 3–1      | Норвегія |
| ------ | -------- | -------- |
|        | Протокол |          |

| Веллінгтон, Веллінгтон Глядачів: 33 042 Арбітр: Едіна Алвес Батіста (Бразилія) |

| 6 серпня 2023 12:00 UTC+10 |

| Нідерланди | 2–0      | ПАР |
| ---------- | -------- | --- |
|            | Протокол |     |

| Сідней, Сідней Глядачів: 40 233 Арбітр: Ямасіта Йосімі (Японія) |

| 6 серпня 2023 19:00 UTC+10 |

| Швеція | 0–0      | США |
| ------ | -------- | --- |
|        | Протокол |     |
|        | Пенальті |     |
|        | 5–4      |     |

| Прямокутний стадіон Мельбурну, Мельбурн Глядачів: 27 706 Арбітр: Стефані Фраппар (Франція) |

| 7 серпня 2023 17:30 UTC+10 |

| Англія | 0–0      | Нігерія |
| ------ | -------- | ------- |
|        | Протокол |         |
|        | Пенальті |         |
|        | 4–2      |         |

| Ланг-Парк, Брисбен Глядачів: 49 461 Арбітр: Мелісса Борхас (Гондурас) |

| 7 серпня 2023 20:30 UTC+10 |

| Австралія | 2–0      | Данія |
| --------- | -------- | ----- |
|           | Протокол |       |

| Стедіум Австралія, Сідней Глядачів: 75 784 Арбітр: Ребекка Велч (Англія) |

| 8 серпня 2023 18:00 UTC+10 |

| Колумбія | 1–0      | Ямайка |
| -------- | -------- | ------ |
|          | Протокол |        |

| Прямокутний стадіон Мельбурну, Мельбурн Глядачів: 27 706 Арбітр: Кейт Яцевич (Австралія) |

| 8 серпня 2023 20:30 UTC+9:30 |

| Франція | 4–0      | Марокко |
| ------- | -------- | ------- |
|         | Протокол |         |

| Гіндмарш Стедіум, Аделаїда Глядачів: 13 557 Арбітр: Торі Пенсо (США) |

### Чвертьфінали
| 11 серпня 2023 13:00 UTC+12 |

| Іспанія | 2–1 (дч) | Нідерланди |
| ------- | -------- | ---------- |
|         | Протокол |            |

| Веллінгтон, Веллінгтон Глядачів: 32 021 Арбітр: Стефані Фраппар (Франція) |

| 11 серпня 2023 19:30 UTC+12 |

| Японія | 1–2      | Швеція |
| ------ | -------- | ------ |
|        | Протокол |        |

| Еден Парк, Окленд Глядачів: 43 217 Арбітр: Естер Штаублі (Швейцарія) |

| 12 серпня 2023 17:00 UTC+10 |

| Австралія | 0–0      | Франція |
| --------- | -------- | ------- |
|           | Протокол |         |
|           | Пенальті |         |
|           | 7–6      |         |

| Ланг-Парк, Брисбен Глядачів: 49 461 Арбітр: Марія Карвахаль (Чилі) |

| 12 серпня 2023 20:30 UTC+10 |

| Англія | 2–1      | Колумбія |
| ------ | -------- | -------- |
|        | Протокол |          |

| Стедіум Австралія, Сідней Глядачів: 75 784 Арбітр: Катя Корольова (США) |

### Півфінали
| 15 серпня 2023 20:00 UTC+12 |

| Іспанія | 2–1      | Швеція |
| ------- | -------- | ------ |
|         | Протокол |        |

| Еден Парк, Окленд Глядачів: 43 217 Арбітр: Едіна Алвес Батіста (Бразилія) |

| 16 серпня 2023 20:00 UTC+10 |

| Австралія | 1–3      | Англія |
| --------- | -------- | ------ |
|           | Протокол |        |

| Стедіум Австралія, Сідней Глядачів: 75 784 Арбітр: Торі Пенсо (США) |

### Матч за третє місце
| 19 серпня 2023 18:00 UTC+10 |

| Швеція | 2–0      | Австралія |
| ------ | -------- | --------- |
|        | Протокол |           |

| Ланг-Парк, Брисбен Глядачів: 49 461 Арбітр: Шеріл Фостер (Уельс) |

### Фінал
| 20 серпня 2023 20:00 UTC+10 |

| Іспанія | 1–0      | Англія |
| ------- | -------- | ------ |
|         | Протокол |        |

| Стедіум Австралія, Сідней Глядачів: 75 784 Арбітр: Торі Пенсо (США) |

## Підсумкова таблиця
| Поз | Груп | Команда           | І | В | Н | П | ГЗ | ГП | РГ  | О  | Підсумкове місце          |
| --- | ---- | ----------------- | - | - | - | - | -- | -- | --- | -- | ------------------------- |
| 1   | C    | Іспанія           | 7 | 6 | 0 | 1 | 18 | 7  | +11 | 18 | Чемпіон                   |
| 2   | D    | Англія            | 7 | 5 | 1 | 1 | 13 | 4  | +9  | 16 | Фіналіст                  |
| 3   | G    | Швеція            | 7 | 5 | 1 | 1 | 14 | 4  | +10 | 16 | 3 місце                   |
| 4   | B    | Австралія (H)     | 7 | 3 | 1 | 3 | 10 | 8  | +2  | 10 | 4 місце                   |
|     |      |                   |   |   |   |   |    |    |     |    |                           |
| 5   | C    | Японія            | 5 | 4 | 0 | 1 | 15 | 3  | +12 | 12 | Вибули у чвертьфіналах    |
| 6   | F    | Франція           | 5 | 3 | 2 | 0 | 12 | 4  | +8  | 11 | Вибули у чвертьфіналах    |
| 7   | E    | Нідерланди        | 5 | 3 | 1 | 1 | 12 | 3  | +9  | 10 | Вибули у чвертьфіналах    |
| 8   | H    | Колумбія          | 5 | 3 | 0 | 2 | 6  | 4  | +2  | 9  | Вибули у чвертьфіналах    |
|     |      |                   |   |   |   |   |    |    |     |    |                           |
| 9   | E    | США               | 4 | 1 | 3 | 0 | 4  | 1  | +3  | 6  | Вибули в 1/8 фіналу       |
| 10  | B    | Нігерія           | 4 | 1 | 3 | 0 | 3  | 2  | +1  | 6  | Вибули в 1/8 фіналу       |
| 11  | D    | Данія             | 4 | 2 | 0 | 2 | 3  | 3  | 0   | 6  | Вибули в 1/8 фіналу       |
| 12  | H    | Марокко           | 4 | 2 | 0 | 2 | 2  | 10 | −8  | 6  | Вибули в 1/8 фіналу       |
| 13  | F    | Ямайка            | 4 | 1 | 2 | 1 | 1  | 1  | 0   | 5  | Вибули в 1/8 фіналу       |
| 14  | A    | Швейцарія         | 4 | 1 | 2 | 1 | 3  | 5  | −2  | 5  | Вибули в 1/8 фіналу       |
| 15  | A    | Норвегія          | 4 | 1 | 1 | 2 | 7  | 4  | +3  | 4  | Вибули в 1/8 фіналу       |
| 16  | G    | ПАР               | 4 | 1 | 1 | 2 | 6  | 8  | −2  | 4  | Вибули в 1/8 фіналу       |
|     |      |                   |   |   |   |   |    |    |     |    |                           |
| 17  | H    | Німеччина         | 3 | 1 | 1 | 1 | 8  | 3  | +5  | 4  | Вибули на груповому етапі |
| 18  | F    | Бразилія          | 3 | 1 | 1 | 1 | 5  | 2  | +3  | 4  | Вибули на груповому етапі |
| 19  | E    | Португалія        | 3 | 1 | 1 | 1 | 2  | 1  | +1  | 4  | Вибули на груповому етапі |
| 20  | A    | Нова Зеландія (H) | 3 | 1 | 1 | 1 | 1  | 1  | 0   | 4  | Вибули на груповому етапі |
| 21  | B    | Канада            | 3 | 1 | 1 | 1 | 2  | 5  | −3  | 4  | Вибули на груповому етапі |
| 22  | G    | Італія            | 3 | 1 | 0 | 2 | 3  | 8  | −5  | 3  | Вибули на груповому етапі |
| 23  | D    | КНР               | 3 | 1 | 0 | 2 | 2  | 7  | −5  | 3  | Вибули на груповому етапі |
| 24  | A    | Філіппіни         | 3 | 1 | 0 | 2 | 1  | 8  | −7  | 3  | Вибули на груповому етапі |
| 25  | C    | Замбія            | 3 | 1 | 0 | 2 | 3  | 11 | −8  | 3  | Вибули на груповому етапі |
| 26  | B    | Ірландія          | 3 | 0 | 1 | 2 | 1  | 3  | −2  | 1  | Вибули на груповому етапі |
| 27  | G    | Аргентина         | 3 | 0 | 1 | 2 | 2  | 5  | −3  | 1  | Вибули на груповому етапі |
| 28  | H    | Південна Корея    | 3 | 0 | 1 | 2 | 1  | 4  | −3  | 1  | Вибули на груповому етапі |
| 29  | D    | Гаїті             | 3 | 0 | 0 | 3 | 0  | 4  | −4  | 0  | Вибули на груповому етапі |
| 30  | C    | Коста-Рика        | 3 | 0 | 0 | 3 | 1  | 8  | −7  | 0  | Вибули на груповому етапі |
| 31  | F    | Панама            | 3 | 0 | 0 | 3 | 3  | 11 | −8  | 0  | Вибули на груповому етапі |
| 32  | E    | В'єтнам           | 3 | 0 | 0 | 3 | 0  | 12 | −12 | 0  | Вибули на груповому етапі |